# Nerax kansensis
Nerax kansensis là một loài ruồi trong họ Asilidae. Nerax kansensis được Hine miêu tả năm 1919.